# Polyrhachis hemiopticoides
Polyrhachis hemiopticoides är en myrart som beskrevs av Durgadas Mukerjee 1930. Polyrhachis hemiopticoides ingår i släktet Polyrhachis och familjen myror. Inga underarter finns listade i Catalogue of Life.